# Pierre Kretz
Pour les articles homonymes, voir Kretz (patronyme).
Pierre Kretz, né en 1950 à Sélestat (Bas-Rhin), est un romancier qui vit aujourd'hui dans la vallée de Sainte-Marie-aux-Mines (Haut-Rhin).

## Biographie

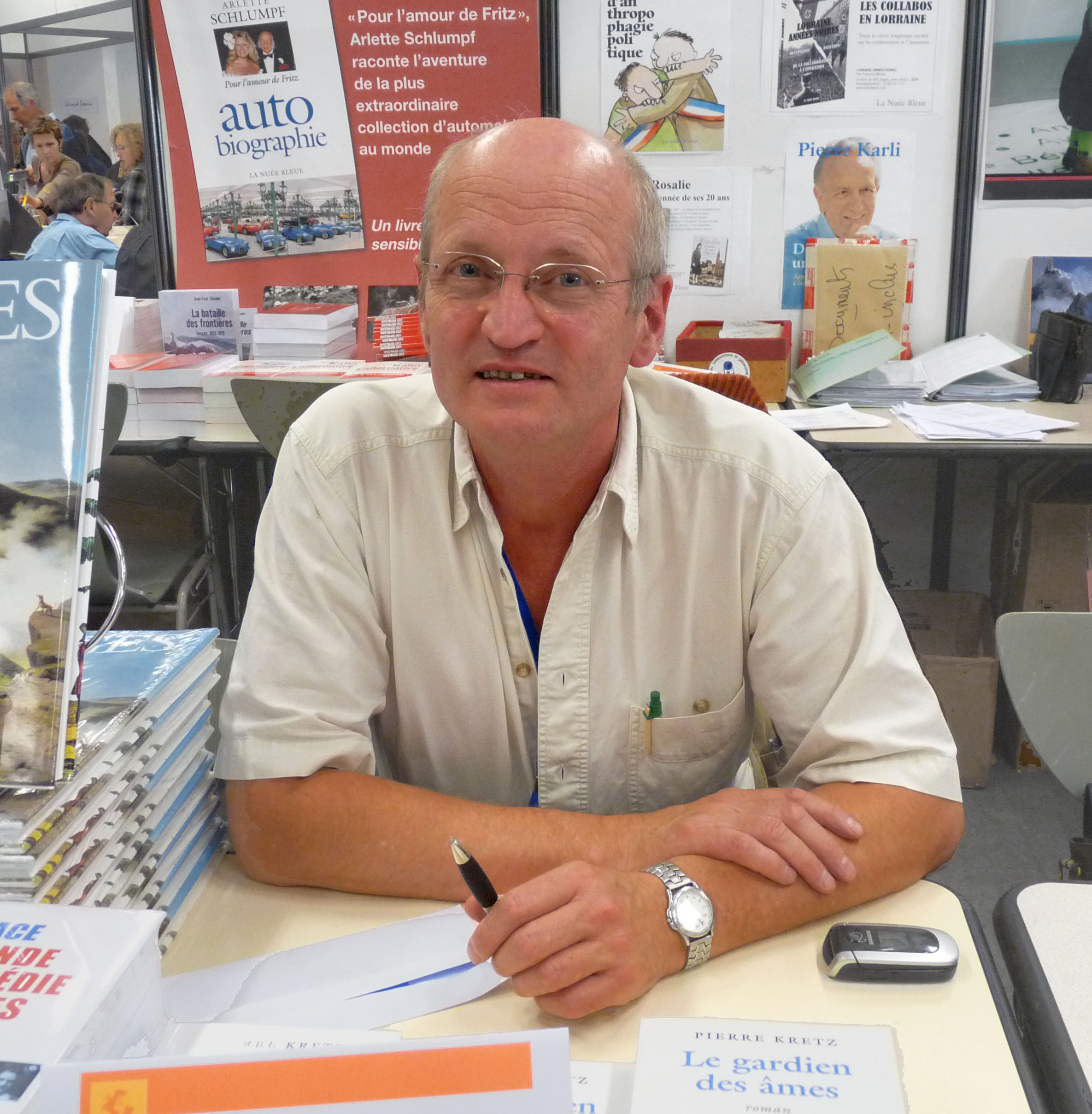
Pierre Kretz au 20e Festival international de géographie (2009).

Il a notamment publié aux éditions La Nuée bleue Quand j'étais petit, j'étais catholique (2005), Le gardien des âmes (2009), ainsi que L'Alsace pour les nuls (2010) aux éditions First.
En 2015, il publie un essai : Le nouveau malaise alsacien (Le Verger Éditeur). Homme de gauche, il y dénonce la disparition de la région Alsace par la fusion avec la Lorraine et la Champagne-Ardenne. Véritable succès populaire, le premier tirage de 2 000 exemplaires est épuisé au bout de deux semaines seulement, ce qui est un gros volume pour un essai de politique régionale.
En février 2017 paraît son deuxième essai au Verger Éditeur : "L'Alsace n'existe plus".